# Achaeus brevifalcatus
Achaeus brevifalcatus är en kräftdjursart som beskrevs av M. J. Rathbun 1911. Achaeus brevifalcatus ingår i släktet Achaeus och familjen Inachidae. Inga underarter finns listade i Catalogue of Life.